# Бомбардування Одеси (1854)

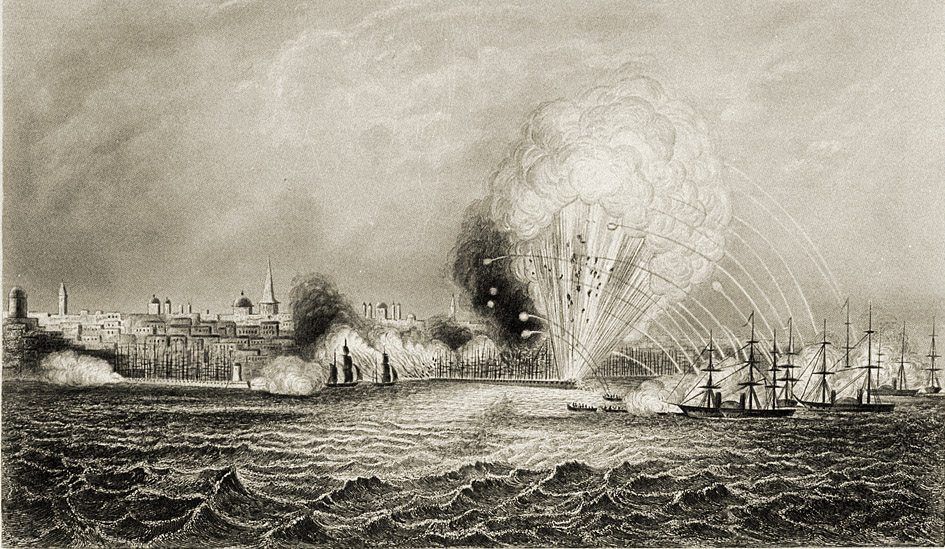
Джордж Грейтбеч. «Бомбардування Одеси британськими та французькими кораблями 22 квітня 1854 року». Біля 1860 року. Гравюра з малюнка офіцера, учасника події. Royal Museums Greenwich.

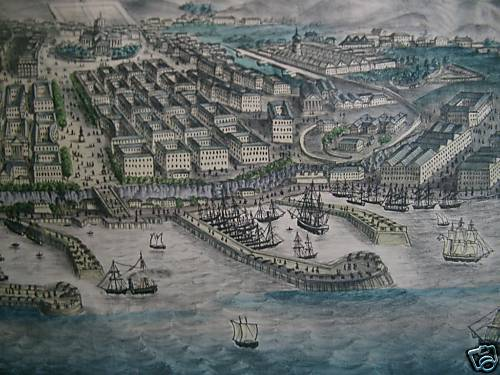
Вид Одеси з висоти пташиного польоту в середині XIX століття

Бомбардування Одеси 1854 року — епізод Кримської війни, що трапився 10 (22) квітня 1854 року, коли об'єднана англо-французька ескадра обстріляла порт Одеси та місто загалом, щоб змусити його капітулювати. У результаті обстрілу згоріли порт і комерційні судна, що стояли в ньому, проте вогонь берегових батарей у відповідь не допустив висадки десанту. Після обстрілу ескадра союзників пішла в Крим. Успішна оборона Одеси відбулася за рахунок ініціативи військових, значну частину яких становили українці.

## Попередні події
Одеса, найбільший торговий порт Російської імперії на Чорному морі та місто з майже 100-тисячним населенням, до початку Кримської війни була укріплена вельми слабо.
Шість прибережних батарей, сформованих під час війни, озброїли 40 одиницями старої, ще чавунної та малопридатної фортечної артилерії, а в самому місті розмістили загін із 16 резервних батарей, 18 ескадронів та сотень зі 76 знаряддями та трохи кавалерії під керівництвом генерал-ад'ютанта барона Остен-Сакена.
Посилювали оборону міста єдиним вітрильним 18-гарматним корветом «Каліпсо», що займав брандвахтенний пост біля входу в гавань.
Ще в січні 1854 року флот союзників увійшов у Чорне море, а з моменту, коли Велика Британія та Франція оголосили Росії війну 15 (27) березня, він перейшов до активних дій та почав зупиняти і захоплювати всі комерційні судна під російським прапором.
27 березня (8 квітня) Чорноморська ескадра союзників направила до берегів Одеси англійський 16-гарматний паровий фрегат «Furious», для того щоб, як згодом запевняли союзники, евакуювати з Одеси консулів союзних держав, а також всіх інших підданих цих держав, що виявили б бажання залишити Одесу. «Furious» спробував наблизитися до порту і спустив на воду шлюпку, яка під білим (парламентерським) прапором наблизилася до молу і, отримавши відповідь про те, що консули вже покинули Одесу, почала повертатися на корабель, який, у свою чергу, маневрував та занадто близько підійшов до молів порту.
Захисники Одеси, запідозривши у цих маневрах бажання розвідати порт і узбережжя, відкрили по «Furious» вогонь і змусили його піти. Обстріл корабля під парламентерським прапором дав союзникам привід назвати інцидент «небувалим випадком в історії воєн цивілізованих народів» і висунути захисникам міста ультиматум із вимогою видати ескадрі союзників всі французькі, англійські та російські судна, що знаходяться в гавані. Остен-Сакен відкинув ультиматум.

## Бомбардування 10 (22) квітня 1854
8 (20) квітня союзний флот у складі 19 кораблів, 10 парових фрегатів і 3 канонерок (за іншою версією — у складі 28 вимпелів) під командуванням адмірала Гамелена підійшов до міста і став на якір. Через два дні, в Страсну суботу, союзники висунули для обстрілу 9 кораблів:
- «Mogador»
- «Vauban»
- «Descartes»
- «Caton»
- «Samson»
- «Terrible»
- «Tiger»[en]
- «Retribution»
- «Furious»

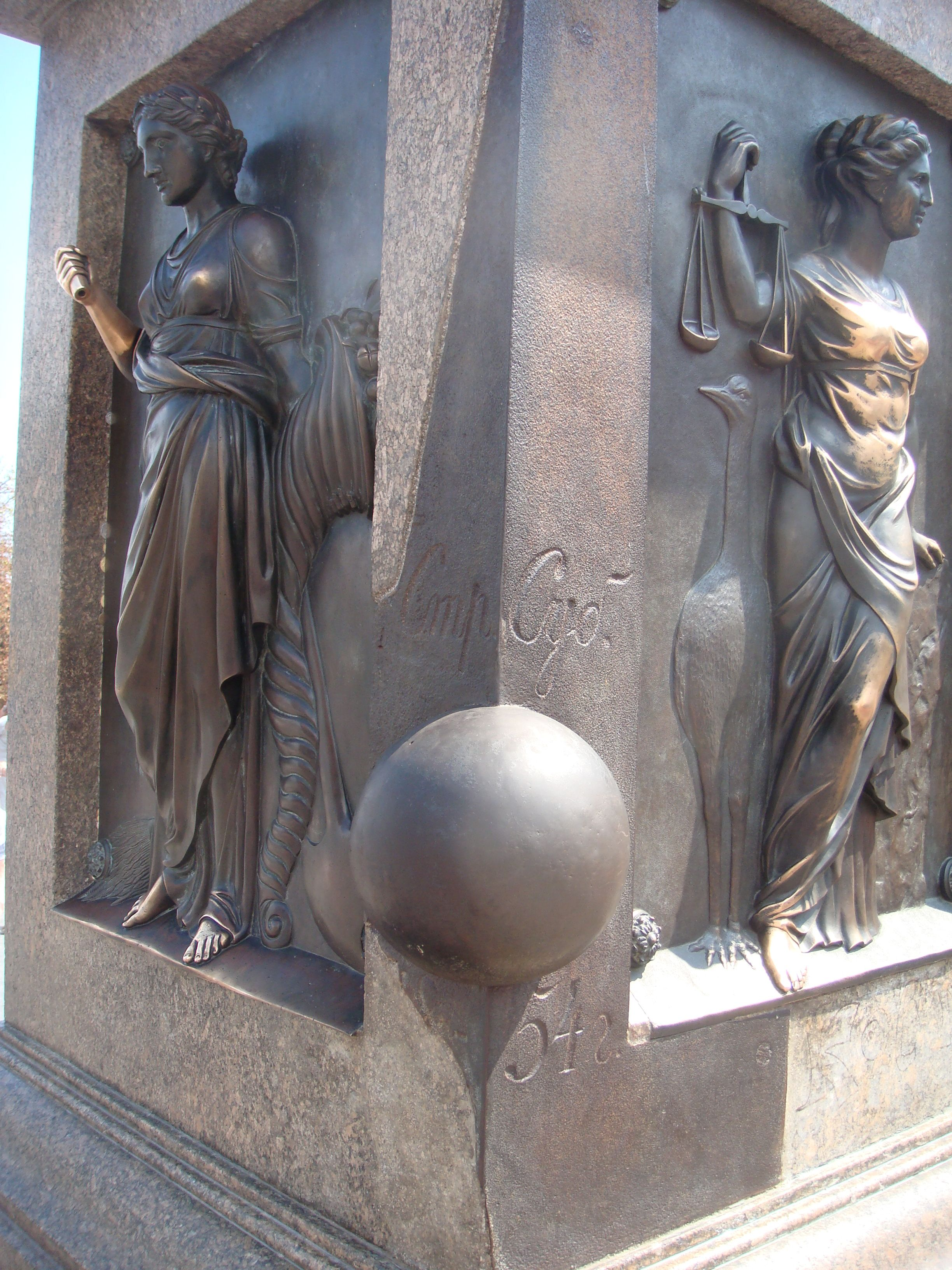
П'єдестал пам'ятника Дюку де Рішельє, пошкоджений ядром під час бомбардування

Вони направили до берега загін гребних шлюпок, озброєних гарматами невеликих калібрів, що стріляли запальними снарядами, та відкрили вогонь по місту та порту. Першою вогонь прийняла на себе батарея № 6, розташована на краю Практичного Мола та озброєна всього 4 знаряддями, під командуванням 21-річного випускника кадетського корпусу прапорщика Олександра Щегольова. Він, незважаючи на повну невідповідність сил, успішно відстрілювався та встиг запалити французький фрегат «Vauban» якому довелося припинити обстріл та займатися гасінням пожежі. Батарея Щегольова замовкла тільки біля першої години пополудні. Першу спробу висадки на шлюпках в районі Пересипу відбили картеччю польової артилерії, проте ніхто з нападників не постраждав.
10 (22) квітня близько 6:40 ранку почався обстріл, а закінчився лише близько 17:00. Так, один тільки фрегат «Terrible» випустив по Одесі 572 заряди. Цілий день не тільки порт, а і мирне місто перебувало під обстрілом кораблів. З російської сторони загинули та отримали поранення до 250 нижніх чинів. Частину міста, що прилягала до порту, зруйнували майже повністю (втім, союзники заявили, що руйнування міста не було їхньою метою). Причали порту, склади та російські й нейтральні комерційні судна, що знаходилися в гавані, знищили майже повністю. Постраждав і пам'ятник Арману де Рішельє — француз був одним із засновників міста, і пам'ятник йому встановили на Приморському бульварі біля початку Гігантських сходів. Одне з ядер влучило в основу пам'ятника та пошкодило п'єдестал.
Союзникам пошкодили 4 фрегати, які вони одразу ж відправили в Варну на ремонт. Найсильніше постраждав пароплав «Retribution». Англійці втратили одного моряка, 10 були поранені; французи зазнали більших, але також незначних втрат.
Після бомбардування міста ескадра союзників направилася до Криму, проте кілька кораблів лишилися для блокади узбережжя в районі Одеси.

## Взяття англійського фрегата «Тигр»
30 квітня (12 травня) вранці під крутим берегом Малого Фонтану сів на мілину англійський 16-гарматний колісний паровий фрегат «Тигр». Вогонь російської польової артилерії, швидко розгорнутої на вогневі позиції навпроти місця аварії, підпалив його і змусив спустити прапор. Під час обстрілу фрегата поранили капітана Джиффарда (Henry Wells Giffard), пізніше він помер від ран в Одесі, та декількох матросів. Полонених 225 осіб (24 офіцерів та 201 матроса) перевезли на берег, а сам корабель, який неможливо було за добу зняти з мілини, на наступний день знищили вогнем своїх гармат два інших кораблі союзників — HMS Vesuvius і HMS Niger. Парову машину корабля встановили на імператорській яхті «Тигр», а гармати з «Тигра» увійшли до складу новостворених берегових батарей Одеси.

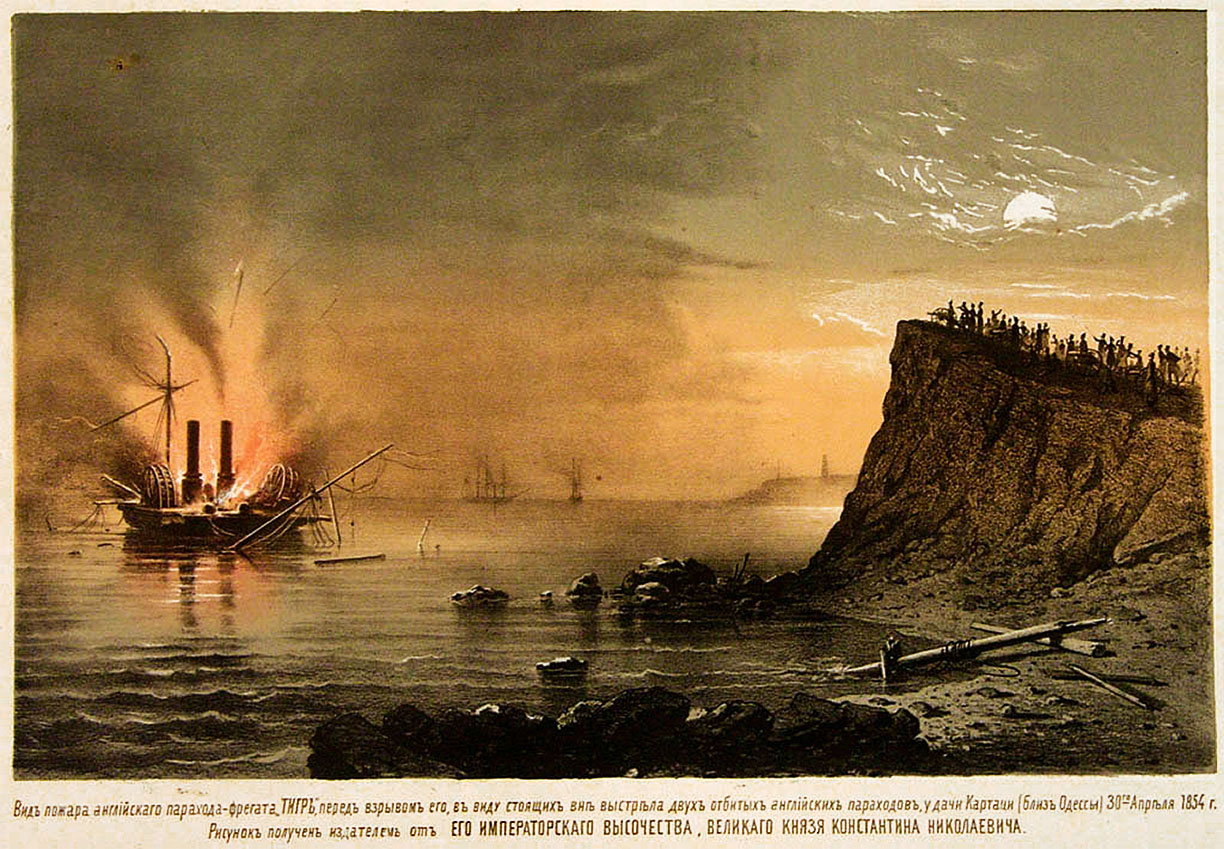
«Вид пожежі англійського пароплава-фрегата „Тигр“, перед вибухом його, на фоні двох відбитих англійських пароплавів, у дачі Кортацці (біля Одеси) 30 квітня 1854 року», Російський художній листок, Гросс Федір Іванович, 1856

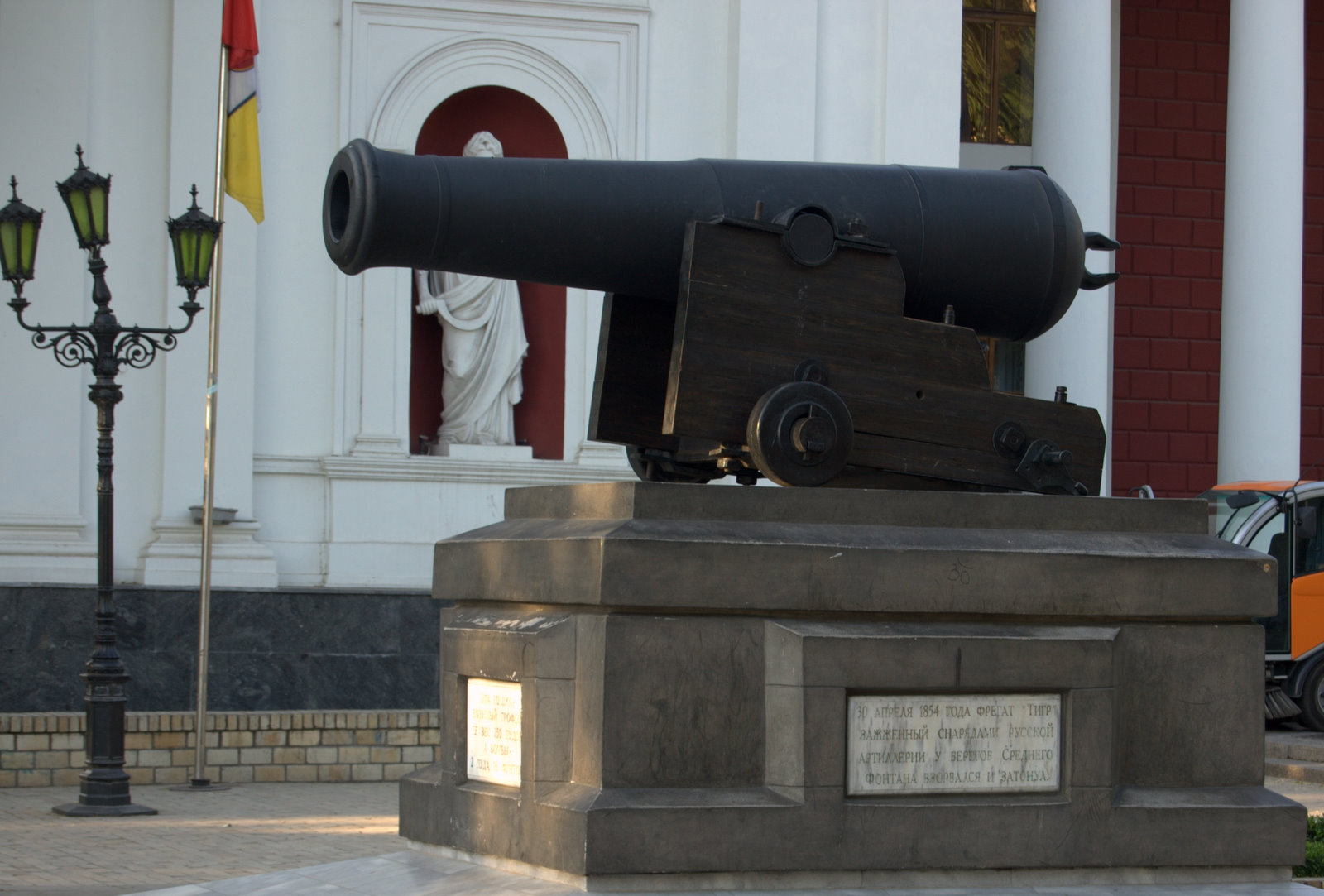
Трофейна гармата з фрегата «Тигр»

Взяття «Тигра» було важливим для російської армії, оскільки він належав до новітніх пароплавів англійського флоту та мав водотоннажність у 1220 тонн та 560-сильну парову машину Пена — кращого заводчика в Англії. Корабель вартістю в 450 000 рублів сріблом спустили на воду 1849 року: спочатку він служив яхтою королеви Вікторії і лише згодом став навчальним кораблем флоту її величності.
Полонений екіпаж «Tiger» містився в Одесі та привертав велику увагу місцевої громади, про що полонені писали захоплені листи на батьківщину. Пізніше полонених перевезли у внутрішні губернії та відпустили за дорученням імператора Миколи I. Про перші дні перебування полонених в Одесі розповідали такий анекдот: до англійців в якості перекладача прислали міського вчителя англійської мови, проте вони відмовлялися спілкуватися з ним, кажучи, що не розуміють його англійської. Невідомо, чи це було правдою або грою полонених, проте вчитель був вельми збентежений.
У 50-ту річницю подій, 1904 року, одну з гармат фрегата встановили як трофей на Приморському бульварі Одеси, де вона знаходиться дотепер.

## Події вересня 1855 року
У кінці вересня 1855 року, вже після падіння Севастополя, під берегом Одеси знову з'явилася вся чорноморська ескадра союзників, у складі 90 вимпелів. З міста в поспіху почали виїжджати жителі, припускаючи нову ще вже більш руйнівну атаку. При цьому митниця, що оберігала одеський порто-франко, дозволяла вивозити все з порту всередину країни без сплати імпортних мит. Ескадра простояла на рейді шість днів і, під прикриттям туману, не зробивши жодного пострілу по місту, зникла в невідомому для містян напрямку.
Як виявилося згодом, поява союзницької ескадри під Одесою була військовою хитрістю: справжньою метою союзників були Миколаїв та Кінбурнська фортеця, що закриває підходи до нього з моря. З'явившись під Одесою та зімітувавши підготовку до її бомбардування, союзники відвернули сили росіян, які почали перекидати підкріплень до міста, а потім несподівано з'явилися під Кінбурном та захопили його.